# 著作權年限延長法案

延長的美國著作權法案（假設創作者是在去世前35年創建了作品。）

《著作權年限延長法案》（Copyright Term Extension Act，CTEA）是1998年的延長在美國的著作權條款。 除了這個法案之外，還有多個延長著作權年限的法案。
根據1976年著作權法，著作權將會持續到作者去世後再加上50年，或者團體作者則為75年。1976年的法案另外將1978年以前尚未進入公有領域的作品的年限從28年延長47年，使之總年限達75年。 
而1998年的法案，則將上述的1976年著作權法案的年限延長至作者去世後再加上70年，並且將團體作者的著作權年限延長至「創作後120年」或「公開發表後95年」兩者之間較短者。 1978年1月1日之前發表的作品，也在此法案增加了20年，總計到95年。 
這項法律又稱桑尼·波諾著作權年限延長法案、桑尼·波諾法案、或（帶嘲諷性質地）稱它為米老鼠保護法案。法案有效地「凍結」原本舊有即將進入美國公有領域的推進年限。根據這道法案，美國於1923年或之後的創作，受到這份法案的著作權保護，將不會進入公有領域直到直到2019年1月1日之後。米老鼠首次於1928年出現，所以除非著作權所有者決定提前將其發佈到公有領域，否則將會在2024年或之後（得從跟米老鼠相關的不同創作公開發表的日期而定）才會成為在公有領域的作品，除非版权所有者在此之前将其发布到公共领域。跟歐盟的著作權擴展立法有差異的是，桑尼·波諾法案並沒有恢復已經過期的作品之著作權保護。该法确实扩大了已经受版权保护的作品的保护条款，并在此意义上具有追溯力。  但是，在1978年1月1日之前创作的作品，直到最近才出版或注册为版权，将在特殊部分（ 美國法典第17编 § 第303節中提及。   ）并可能直到2047年底持續受保护。该法案成了1998年10月27日的美國聯邦公法第105–298號 。

## 立法背景
依據1886年的國際伯尔尼保护文学和艺术作品公约（簡稱伯恩公約），簽署公約的國家被要求提供對作者至少死後加上五十年的著作權保護。除此之外，簽署國也可以提供比死後五十年更長的保護年限。直到1989年3月1日美國正式批准伯恩公約之後，此公約才在美國具約束力。但是在此之前，美國已經於1976年版的著作權法案提供了伯恩公約所規範的著作權最短所需年限。
在美國加入了伯恩公約之後，部分著作權的既得利益者成功地遊說美国国会再一次延長著作權的年限，讓美國的保護年限能夠跟歐洲的規範相同。自從1993年統一著作權保護期間指令生效後，欧洲联盟的成員國便將著作權保護的年限延長至作者死後加上七十年。
為了紀念去世的國會議員桑尼·波諾，上述延長著作權年限的法案便以他的姓名為法案名稱。桑尼·波諾在法案正式成為通過的九個月前過世；他之前曾經是一個類似法案的十二名贊助者之一。
眾議院的議員對於飯店、酒吧的老闆抱持同情，這些企業主對於美國作曲家、作家、和發行商協會（ASCAP）以及BMI公司的授權方式感到憤恨不平，這差點讓法案無法通過。最後，桑尼·波諾法案被修改，納入1998年音樂著作公平授權法案，免除小型單位需要申請公共表演授權才能播放音樂的限制。
美國國會兩院都以口头表决通過此法案，為美國聯邦公法第105-298法案。克林頓總統在1998年10月27日簽署了桑尼·波諾著作權年限延長法案。

## 政治氛圍

### 參議院報告 104-315
參議院報告提供了為何要通過著作權延長法律的原因。原本這是在1995年的著作權年限延長法案的提案背景中所撰寫。
本法案的目的是確保美國的創作在國外有得到足夠的著作權保護，並且透過利用有著作權的創作來持續享有經濟面上健全的貿易利得。為達成上述目標，本法案透過將美國現行的著作權年限延展21年。這樣的延展讓美國的著作權法規跟歐洲聯盟的年限達到一致，能夠提供明顯的經濟效益，確保美國的創作者能夠完全地利用其創作而享有合理的補償。此外，透過刺激新的創作、提供更多經濟誘因給保存既存的作品，這樣的延展將能夠增進公眾領域長期下來的容量、活力、與存取便利性。
報告的作者們相信延展著作權的保護年限，將能夠幫助美國在國外保護他們的創作更多的保護，而因為提供創作者更多獨享的權益也能提供更多誘因來數位化與保存其作品。此報告也納入了赫伯·柯爾與漢克·布朗兩位參議員的非主流意見，他們認為延長年限會是藉由剝奪大眾使用作品而使現有著作權擁有者的一筆意外之財。

### 支持方

著作權年限延長法案又被戏称为“米老鼠保护法案”，于1928年设计和登场的米老鼠初代版本于有声动画《汽船威利号》首次亮相，原定于1985年进入公有领域的初代米老鼠形象经过两次著作权延长延至2024年才正式进入公有领域。

自1990年始，华特迪士尼公司就在倡議著作權年限的延長。這個的立法延後了最早的幾部米老鼠電影進入公眾領域的年限，這也讓此法案有了「米老鼠保護法案」的謔稱。
除了迪士尼之外，加州的國會議員瑪莉·波諾（桑尼·波諾之妻，也是桑尼過世後的議員職務繼任者），還有作曲家乔治·格什温著作權的擁有者也支持這個法案。瑪莉·波諾曾在美國眾議院的公開演講說道：
實際上，桑尼是想要著作權保護的年限延長到永遠。我被工作人員告知這樣的變更會違反憲法⋯⋯你們可能知道，也有（當時為美國電影協會（MPAA）主席的）捷克·維蘭提之「永久減一天的年限延長」提案。也許委員會可以在下一屆的國會來檢視這個點子。
其他支持贊成波諾法案的遊說團體還有華納媒體、环球影业、維亞康姆、主流的職業運動聯盟（美國橄欖球聯盟（NFL）、NBA、國家曲棍球聯盟（NHL）、大聯盟（MLB））、以及遇害歌手莎麗娜的家人。
波諾法案的擁護者指出，自從國會通過原本1790年的著作權法案後，人類的預期壽命已經大幅的增長，故修法是必要的。，美國和歐洲的著作權年限的差異將會對演藝界的國際運作起負面的影響，他們也認為有些創作是需要更長期的著作權專享的情形下才會有人願意進行，現行的年限並不足。他們也聲稱對美國而言有著作權的作品之利潤是佔美國很重要的收入，像是VHS、DVD、有线电视、衛星電視也已經增進了電影和電視劇的價值與商業生命。
支持者认为国会有权利根据美国宪法中“推进科学和的实用艺术的进步”的说辞来通过任何他们想要的版权法案。因为此说辞明没有任何方面限制国会制定版权法案的权利，唯一限制国会的一点就是一个法案必须说明版权在一个“有限的时间段”内被保护。然而，这个“有限的时间段”的长短的规定方式从未被决定过，所以按道理说即使是一个超常，却有限的时间段，也能被美国宪法中“推进科学和的实用艺术的进步”的说辞来合理的解释。这是法院案例Eldred v. Ashcroft中，最高法院判决著作权年限延长法案有效时被提到的一个理由之一。支持者们也指出了这个法案并不会阻止所有的作品进入公众领域。1978年之前创作的作品将不受此法案影响，根据之前的1998延长法案，还是会在2003年1月1日起开始进入公众领域。他们还认为国会实际上扩大了现有的公众领域，因为这个法案让未发表的作品也进入了公众领域。
支持者认为，版权鼓励艺术发展。随着版权的扩展，未来的艺术家不得不创作原创作品，而不是重复使用旧作品，但是，如果该行为在1960年代就已经到位，那么安迪·沃霍尔不太可能能够出售甚至展示他的任何作品。作品，因为它们都包含了以前受版权保护的材料。支持者认为，鼓励所有创作者创作新作品更为重要，而不只是鼓励版权持有人去创作新作品。
支持者说，版权可以更好地保护电影，音乐和电视节目之类的知识产权。举一个例子就是经典电影 It's a Wonderful Life。在Republic Pictures and Spelling Entertainment（即使在电影本身成为公共领域之后，他们仍拥有短篇小说和电影音乐的版权）开始主张其对电影的权利之前，各个地方电视台和有线电视网络都在不断地播放电影。正如《纽约时报》记者比尔·卡特所说的那样：“电影的货币正在贬值。” It's a Wonderful Life. 被复制了无数的盗版，而大部分的盗版都质量很差。在版权法执行后，该电影得到了高质量的修复，受到评论家的好评。此外，支持者还指出，一旦作品落入公共领域，就无法保证该作品能被更广泛地获得或变得更便宜。他们认为公共领域作品将很难有高质量副本，因为出版商可能担心自己无法收回投资或赚取足够的利润而不愿公开发行他们进入公共领域的作品。
支持者反对只有在公共领域的作品才会提供艺术灵感这个想法。他们指出，反对者没有考虑到版权仅适用于某一个思想的表达方式而不适用于思想本身。因此，只要不侵犯版权，艺术家就可以自由地从受版权保护的作品中获得灵感。即使在拥有受版权保护的作品中，致敬的想法在电影，电视和音乐中也很普遍（请参阅自由放映，想法表达鸿沟和股票角色）。parody 等作品被 fair use 保护。
支持者还质疑扩展版权是“企业福利”的观点。他们指出，许多反对者在此案中也有利益相关者，声称反对版权期限延长的反对者大多是依赖于发行失去版权的电影和视频获利的企业。
反对著作權年限延長法案的一个论点集中在第一修正案上。但是，在Harper & Row v. Nation Enterprises案中，法院解释了版权如何“尊重并充分维护受第一修正案保护的言论自由。”在采用这种方法时，法院裁定版权“绝对不受不受《第一修正案》的挑战。”

### 反對方
著作權年限延長法案的批评者认为，在美国从来没有扩展版权保护的初衷。詹妮·迪克森（Jenny L. Dixon）律师提到：“美国一直认为版权主要是获得社会利益的一种手段，其信念是，以个人利益鼓励个人努力是促进公共福利的最佳途径；” ，“美国不认为版权是一种“自然权利”。” [22]迪克森继续说，随着版权保护范围的扩大，作者获得了好处，而公众在获取这些作品方面遇到了更多困难，削弱了公共领域。迪克森提到的这样的扩展之一是对作者一生中受版权保护的作品的保护，而不是其后是两代人的版权保护。[22] “这些基于宪法的'限制所有权'的论据一次又一次被拒绝。”
法学教授丹尼斯·卡尔哈拉（Dennis S. Karjala）致力于防止著作權年限延長法案通过。他在司法委员会上作证说：“延长版权保护期限将在不提供任何公共利益的情况下对美国普通公众造成重大损失。延期法案从根本上背离了美国关于知识产权立法服务的理念和公共目的。” [23]
1998年2月21日，《纽约时报》的一篇社论反对版权延期。文章说：“当参议员哈奇感叹乔治·格什温的《蓝色狂想曲》即将“落入公共领域”时，他使公共领域听起来像在黑暗的深渊里放着歌曲，再也听不到。事实上，当一件作品进入公共领域时，这意味着公众可以负担得起自由使用它的权利，并赋予它新的货币。” [24]
反对《波诺法》的人认为该立法是企业福利，并曾试图（但没有通过）宣布该法案违宪，声称这种法案对于实现《宪法》规定的“促进法治”的目的不是“必要和适当的”促进“科学和实用艺术的进步”。[25]他们认为，大多数作品在头几年带来了大部分利润，之后被出版商赶出了市场。因此，除了极少数取得巨大成功的特许经营权的所有者（例如迪士尼）以外，延长版权期限几乎没有经济动机。他们还指出，第十修正案可以解释为限制国会可以从条约中获得的权力。更直接地，他们将两个连续的期限（分别为1976年的版权法和Bono法案）视为连续的两个期限（朝着永久版权期限的“滑坡”开始），永久性版权期限无效并违反了“在有限的时间内”（美国宪法第I条第8款第8款[26]
一些反对者质疑支持者的预期寿命论点，将版权期限和专利期限的增长与预期寿命的增长进行了比较。预期寿命从1800年的35岁增长到2002年的77.6岁。虽然预期寿命几乎翻了一番，但版权期限从28年（根据1790年版权法）却增加了三倍。此外，由于历史上较高的婴儿死亡率，预期寿命统计数据出现偏差。校正婴儿死亡率，预期寿命在1850年至2000年之间仅增加了15年。[29]此外，自1790年法案以来，版权条款有了显着增加，但是专利条款并未并行扩展，其中20年的保护期仍然是（可能是根据法律）对技术领域中的创新给予适当的补偿。[30]
肯尼思·阿罗（Kenneth Arrow），罗纳德·科斯（Ronald Coase）和米尔顿·弗里德曼（Milton Friedman）等17位著名经济学家在法庭上对该法案提出质疑时，提交了一份法庭联名信反对该法案。他们认为，对于新创作的作品，延期的折现现值仅增加了1％，而通过延长旧作品的使用期限而产生的交易成本的增加将是非常大的，并且没有任何边际收益。[31]劳伦斯·莱西格（Lawrence Lessig）认为，Eldred v. Ashcroft案的高点是听到弗莱德满会在我们的简报上签名的时候。采访弗里德曼时他评价道这个简报简直可以不经思考的签字。
反对著作權年限延長法案的另一种论点集中在“第一修正案”上，以及其在著作權年限延長法案在签署前和签署后对作品的作用。 [21] Eldred vReno案的原告认为，“ 著作權年限延長法案无法通过由第一修正案提供的困难审查级别，因为政府没有任何重要的理由去阻止作品的使用。” [21]
反对者还争辩说，该法案鼓励“离岸生产”。例如，可以在版权到期的美国境外创作衍生作品，而美国法律禁止向美国居民展示这些作品。例如，可以在俄罗斯合法制作米老鼠与计算机一起播放的电影，但由于版权原因，该电影将被美国海关拒绝进口，从而剥夺了美国儿童的童年。同样，第一本小熊维尼书于1926年出版，并应于2001年成为公共领域。
反对者发现版权延期可能造成的另一种危害：丧失版权作品私人收藏的实用价值。一个人收集了不久将“失去版权”的受版权保护的作品，并打算在版权到期时将其重新发行，当《波诺法案》通过时，又失去了20年的资本支出。这是Eldred诉Ashcroft案[35]的基本论点的一部分。因此，《波诺法》被认为给商业和投资增加了不稳定性，这些领域的法律理论基础比知识产权要好，知识产权的理论是最近才发展起来的，经常被批评为企业嵌合体。可以想象，如果有人进行了这样的投资然后制作了衍生作品（或者甚至在ipse中重新发行了该作品），他可以反驳版权持有人的诉讼，宣称国会事后违宪地做出了违宪的决定，增加了对以前不受限制的作品的限制。
霍华德·贝瑟（Howard Besser）质疑支持者的论点，即“将不会创作新作品”，这暗示着版权的目的是使新作品的创作成为可能。但是，美国宪法制定者显然认为这是不必要的，而是将版权的目标限制为仅“促进科学和实用艺术的进步”。实际上，某些在限时版权下创作的作品不会在永久版权下创作，因为遥远的衍生作品的创作者没有金钱和资源来寻找原始作品的版权拥有者并购买许可证，或者原始作品的个人或私人拥有者可能拒绝以任何价格的使用许可（尽管拒绝许可可能会触发合理使用条例）。因此，他们认为，要继续进行艺术创作，就必须有一个丰富，并不断被补充的公共领域。[36]

### 1998年3月25日的眾議院辯論
众议院于1998年3月25日对《著作權年限延長法案》（众议院第390号决议）进行了辩论。[37] 期限延长条例几乎得到了完全支持，只有Jim Sensenbrenner（威斯康星州）对“ HR 2589提出了温和的批评。他提出通过将版权保护期限再延长20年将给娱乐业带来了很大的一笔意外之财。” [38] 他建议可以通过添加《音乐许可公平法》（HR 789）中的条款来达到平衡。劳埃德·多格特（Lloyd Doggett）（得克萨斯州）称“音乐许可公平法”为“音乐盗窃法”，并声称这是“窃取这片土地上成千上万名作曲家的小商人的知识产权的机制。” [39]
随后的辩论主要是针对Sensenbrenner对著作權年限延長法案的《众议院修正案532》 [40]的辩论。该修正案是关于允许小型企业播放广播和电视广播中的音乐而无需支付许可费的细节。 Bill McCollum，提出了对Sensenbrenner修正案的修正案。[41] Sensenbrenner的提案和McCollum的修正案之间的主要区别在于：1）关于利率争议的本地仲裁与法院诉讼； 2）所有零售企业与仅餐馆和酒吧； 3）3500平方英尺的公共区域与3500平方英尺（330平方米）总面积的4％，适用于音乐许可协会的国家（全部针对ASCAP和BMI），以及5）相对于房东和其他租赁空间的代理责任的自由，而没有此类规定。[42]经过辩论（以及《美国派》的第一节经文[43]），McCollum修正案以259比150被否决[44]，而Sensenbrenner修正案以297比112被通过。至此，《著作權年限延長法案》 HR2589被国会通过。[46]
支持期限延长条例的原因有两个。首先，“版权产业是我们美国最重要的交易收入之一。”其次，欧盟最近颁布的立法将版权在该国的有效期延长了20年，因此，如果美国不颁布类似的延长期限，则欧盟的作品将比美国的作品享有多20年的保护。霍华德·科布尔（Howard Coble）还表示，这对消费者有利，因为“当作品受到版权保护时，他们会吸引可以利用该作品谋取利润的投资者。” [47] 版权延期条例也得到了美国国家歌曲作者学院歌曲作者协会，美国电影协会，美国律师协会知识产权法部门，美国唱片业协会，美国国家音乐出版商协会，美国信息技术协会等的支持。[48]

## 後續爭議

### 法理違憲
出版商和图书馆员等人提起诉讼「埃尔德雷德诉阿什克罗夫特案」，以要求干涉该法令。美国最高法院于2002年10月9日听证了口头辩论。2003年1月15日，法院以7比2的裁决裁定《著作權年限延長法案》符合宪法。
2003年，“ Eldred”案的原告开始将精力转向美国国会，以支持一项名为 Public Domain Enhancement Act的法案。此法案的通过会使《波诺法案》中的条款仅适用于在 Library of Congress 中注册的版权。

### 實務測試
在2012年，美國兩位法学教授Christopher Buccafusco和Paul J. Heald檢驗了對著作權年限延長的三个主要的支持理由：公有領域（即版權失效） 1）作品利用率不足且數量也不足，2）會過度充斥低質量的複製品，3）會產生劣质的衍生作品來损害原始作品的声誉。他们比较了1922年前十年內被製作成有聲書的公有領域暢銷作品，以及1923年後十年內被製作成有聲書的版權暢銷作品。他们的比較結果发现，具版權的作品數量遠比公有領域作品數量要少，並没有發現有因為公有領域作品被大量使用而導致版權作品價格降低，而且有聲書的錄製質量也沒有嚴重影響人們對於購買紙本書籍所願意支付的價格。  Heald后来的实验分析了一个在 Amazon.com上随机发布的新作品的样本显示，自1880年以来，公有领域的作品的发布速度是1980年以来受版权保护的作品的两倍。

## 外部連結
维基文库中的相關文獻：Sonny Bono Copyright Term Extension Act